# David Gestetner
David Gestetner (ur. 1854 w Csornie na Węgrzech, zm. 1939) – wynalazca duplikatora matrycowego, pierwszego urządzenia biurowego, które pozwoliło biznesmenom na szybkie i tanie kopiowanie materiałów biurowych.

## Młodość
W młodym wieku Gestetner rozpoczął pracę na giełdzie w Wiedniu. Jednym z jego zadań było wykonywanie kopii działań na giełdzie pod koniec dnia. Polegało to na tym, że musiał przepisywać wyniki na każdą kopię. Gesteter stwierdził, że musi być lepsza metoda. Jego eksperymenty doprowadziły go do wynalezienia pierwszej metody kopiowania dokumentów używającej matrycy.

## Urządzenie
Metoda matrycowa używała cienkiej kartki pokrytej woskiem (na początku stosowano papier do latawca), która była zapisywana specjalnym rylcem, który pozostawiał pękniętą linię na matrycy (papier pękał, a wosk był usuwany). Tusz był rozlewany na matrycy i zostawiał ślad na kartce położonej pod matrycą. Można było taką czynność powtarzać, aż do uzyskania odpowiedniej ilości kopii.
Do tego czasu kopie potrzebne w działalności gospodarczej (dla kontraktów, listów itd.) musiały być przepisywane. Po przepisaniu partnerzy handlowi musieli przeczytać każdą z kopii, aby upewnić się, czy wszystkie one są takie same. Proces ten był czasochłonny i frustrujący. Kopiowanie przy użyciu matrycy spowodowało, że wystarczyło przeczytać tylko zawartość matrycy, bo wszystkie kopie były identyczne.